# باك ستانتون
باك ستانتون (بالإنجليزية: Buck Stanton)‏ هو لاعب كرة قاعدة أمريكي، ولد في 19 يونيو 1906 في ستانتونسبورغ في الولايات المتحدة، وتوفي في 1992 في سان أنطونيو في الولايات المتحدة.

## وصلات خارجية
- باك ستانتون على موقعبيزبول رفرنس.كوم (الدوري الرئيسي) (الإنجليزية)
- باك ستانتون على موقعبيزبول رفرنس.كوم (الدوري الثانوي) (الإنجليزية)